# Mount Taylor, Antarktis
Mount Taylor är ett berg i Antarktis. Det ligger i Västantarktis. Argentina, Chile och Storbritannien gör anspråk på området. Toppen på Mount Taylor är 1 000 meter över havet, eller 552 meter över den omgivande terrängen. Bredden vid basen är 19,2 km.
Terrängen runt Mount Taylor är huvudsakligen kuperad, men åt nordväst är den platt. Mount Taylor är den högsta punkten i trakten. Trakten är glest befolkad. Närmaste befolkade plats är Esperanza Base, 7,2 kilometer öster om Mount Taylor.